# L'imperatore del male. Una biografia del cancro
L'imperatore del male. Una biografia del cancro (titolo originale inglese The Emperor of All Maladies: A Biography of Cancer) è un saggio scritto dal medico oncologo e divulgatore scientifico indiano naturalizzato statunitense Siddhartha Mukherjee. Pubblicato in originale nel 2010 e in Italia nel 2011 da Neri Pozza, racconta la storia della lotta al cancro, e del percorso che ha condotto alla comprensione dei meccanismi alla base della sua comparsa e diffusione.
Il libro ha vinto nel 2011 il Premio Pulitzer per la saggistica ed il Guardian First Book Award. Nel 2010 è stato inserito dalla rivista Time nella lista dei 10 migliori libri dell'anno (sezione non-fiction), e successivamente tra i 100 migliori libri pubblicati in inglese dalla nascita della rivista, sempre nella categoria non-fiction. Sempre nel 2010 anche il New York Times lo ha inserito nella propria lista dei 10 migliori libri dell'anno.

## Contenuto
In questo libro l'autore affronta il tema del cancro, nome suggestivo ma fuorviante che l'uomo ha dato ad un complesso di malattie legate da un particolare fattore, la proliferazione sfrenata ed inarrestabile delle nostre cellule, sfuggite al controllo dei meccanismi biologici che solitamente regolano il loro normale comportamento. In particolare, viene tracciata la cronistoria delle scoperte che hanno portato l'uomo, dopo una lunga serie di fraintendimenti e vicoli ciechi, alla graduale comprensione della reale natura di questa terribile patologia, fatto che ha permesso la sperimentazione delle prime cure specifiche, grazie all'opera di personaggi come il patologo americano Sidney Farber, fra i primi a sviluppare il moderno approccio farmacologico alla terapia dei tumori.
Una storia comunque antica, che compie i primi passi già con i primi documenti egiziani di argomento medico a noi conosciuti, quelli del papiro Smith, e si sviluppa con Ippocrate, che per primo conia il nome di cancro, passando poi attraverso Galeno ed i loro successori, tutti egualmente impossibilitati a capire la reale natura di questo terribile male a causa della mancanza di strumenti di indagine adeguati. Solo con il graduale abbandono delle vecchie metodiche empirico-filosofiche, grazie all'opera di personaggi come Andreas van Wesel e Matthew Baillie, si aprì la strada per i primi tentativi concreti di cura, attraverso la chirurgia, opera facilitata dall'introduzione di due importanti innovazioni: la disinfezione e l'anestesia. Furono così sviluppate tecniche sempre più aggressive, trovando in William Halsted il paladino dell'approccio radicale, nel tentativo quasi sempre vano di impedire le frequenti recidive.
La successiva scoperta dei raggi x, all'alba del ventesimo secolo, rapidamente sfruttata come arma contro alcune forme di tumori grazie all'intuizione del giovane Emil Grubbe, accese nuove speranze destinate a raffreddarsi presto, per il manifestarsi di una serie di pesanti effetti collaterali. La ricerca per trovare un sistema per eradicare il cancro in modo selettivo, colpendo solo i tessuti malati, prese allora nuove strade, cercando di sfruttare i progressi della chimica nel campo medico, che grazie al lavoro di Paul Ehrlich aveva fornito buoni risultati contro i microorganismi patogeni, con i primi antibiotici. Ma anche seguendo questo approccio ci volle molto tempo per vedere i primi parziali risultati, tra cui quelli ottenuti da Farber con l'aminopterina, fatto che convinse l'ex patologo della necessità di portare la lotta contro il cancro ad un livello superiore. Ottenendo l'appoggio del mondo dello spettacolo, che fornì un valido aiuto nel creare campagne di sensibilizzazione e raccolta fondi estese a tutto il paese, l'intraprendente medico trovò in Mary Lasker, grintosa imprenditrice dotata di grande carisma e vasta influenza, l'alleata ideale in questa difficile battaglia.
Sorse così un primo ospedale dedicato solo alla cura dei giovani pazienti oncologici, a cui successivamente si unirono altri gruppi impegnati nella stessa opera di ricerca di una cura farmacologica in grado di affrontare e vincere quel nemico subdolo ed apparentemente invincibile. Furono avviate una serie di trial randomizzati per capire quali tra i vari nuovi farmaci che avevano dimostrato potenzialità antitumorale potessero essere veramente efficaci, e in quale combinazione tra loro. Ed un poco alla volta, accettando spesso rischi molto seri, i risultati cominciarono ad arrivare, tanto da far nascere la fondata speranza di essere vicini ad una cura definitiva, in grado di agire su qualsiasi tipo di tumore. Ma con il passare del tempo, durante il quale i risultati rimasero comunque parziali, si verificò una crescente reazione dei pazienti contro una medicina che nelle buone intenzioni della ricerca di una cura trascurava chi avrebbe dovuto curare. Grazie a questo ed alla perseveranza di alcuni chirurghi, il dogma della necessità dell'attacco radicale venne confutato, dimostrando che un approccio meno aggressivo poteva ottenere risultati altrettanto validi. Ed anche nel campo della chemioterapia, parallelamente allo studio di nuovi farmaci e nuove modalità di cura, in seguito ad una rivalutazione critica dei dati, si impose la consapevolezza di trovarsi di fronte ad un avversario molto più complesso e diversificato del previsto.
Un nemico molto più attaccabile secondo logiche di prevenzione, sfruttando la conoscenza dei meccanismi con cui si instaura, piuttosto che con una guerra condotta con ampio spiegamento di mezzi, ma scarsa accuratezza. Anche perché persino nel campo della prevenzione non sempre le strade si dimostrarono semplici od esenti da problemi. E con l'accumularsi di nuovi fallimenti nel campo delle terapie divenne sempre più chiara l'importanza di aumentare la comprensione sui meccanismi che trasformano una cellula normale in immortale ed aggressiva verso il resto del corpo. Grazie ad una serie di studi, un poco alla volta le varie teorie apparentemente inconciliabili trovarono punti di contatto, che portarono al centro stesso dei meccanismi di regolazione cellulare, individuando una serie di mutazioni di geni in grado di condurre progressivamente una cellula verso la trasformazione tumorale. E vedono così la luce i primi farmaci nati per colpire in modo mirato le cellule tumorali, che però si scontrano con i complessi procedimenti di validazione, e lo scarso entusiasmo iniziale delle case farmaceutiche, poco propense ad impegnarsi in un settore rischioso e poco remunerativo.
Un ulteriore passo decisivo è in corso con l'equivalente oncologico del Progetto genoma umano, in cui alcuni centri di ricerca sono al momento impegnati per sequenziare i profili genetici di tutte le mutazioni legate alla carcinogenesi, che si è scoperto essere nell'ordine delle decine e talvolta delle centinaia, anche nello stesso tipo di tumore, in combinazioni per ora non riconducibili a modelli chiari. Il che conduce l'autore alla conclusione che se mai l'uomo potrà raggiungere una vittoria decisiva nella lunga guerra contro questo implacabile nemico, sarà probabilmente secondo uno schema dinamico, in cui anche il concetto di vittoria potrebbe dover cambiare aspetto.

## Edizioni
- Siddhartha Mukherjee, L'imperatore del male. Una biografia del cancro, traduzione di Roberto Serrai, Neri Pozza Editore, luglio 2011  [2011], ISBN 978-88-545-0331-1.